# Peperomia huanucoana
Peperomia huanucoana är en pepparväxtart som beskrevs av William Trelease. Peperomia huanucoana ingår i släktet peperomior, och familjen pepparväxter. Inga underarter finns listade i Catalogue of Life.